# Virtua Fighter 2
Virtua Fighter 2 est un jeu vidéo de combat développé par Sega-AM2 et édité par Sega en 1995 sur Model 2.

## Histoire
Il a fait l'objet d'un portage 2D sur Mega Drive.
Converti sur Saturn en 1996, il sera le jeu le plus vendu de la console avec 2,2 millions d'unités.[réf. souhaitée]
Il a été réédité sur PlayStation 2 sous le titre Sega Ages 2500 Series Vol. 16: Virtua Fighter 2 et sur la console virtuelle de la Wii dans la compilation Sega Mega Drive Collection.

## Développement
Le développement de Virtua Fighter 2 a demandé 12 mois à l'équipe de Sega-AM2 pour réaliser le second volet de la série. Les développeurs ont conçu quatre nouveaux personnages, dont deux seulement sont retenus pour la version finale du jeu, Lion Rafale et Shun Di. Au début de l'année 1995, la filiale Sega Saturn de Sega AM-2 est divisée en trois sous-départements, chacun chargé de porter un jeu d'arcade différent sur Saturn : Virtua Fighter 2, Virtua Cop et Daytona USA. Le portage Daytona USA sur Sega Saturn connaît quelques difficultés sur le temps de développement, qui entraîne un changement au sein de l'équipe de Virtua Fighter 2, réaffectés pour Daytona USA.

## Postérité
Le 14 juin 2012, IGN dresse un « top 10 » des jeux Saturn américains et positionne Virtua Fighter 2 à la 2e place, derrière Panzer Dragoon Saga.